# Тот, Кальман
Ка́льман Тот (венг. Tóth Kálmán; 30 марта 1831, Бая — 3 февраля 1881, Будапешт) — венгерский поэт, драматург, журналист и политик австро-венгерского периода, член-корреспондент Венгерской академии наук, член общества Кишфалуди, муж поэтессы Флоры Майтеньи, отец журналиста и учёного Белы Тота.
Родился в 1831 году в комитате Бач-Бодрог в окрестностях города Бая. Его отец Дьёрдь Тот был арендатором фермы, принадлежавшей городскому дворянскому роду Гроссалковичей, его мать звали Тереза Нихти. Поэт впоследствии с теплотой вспоминал свои детские годы.
Среднее образование получил в городской францисканской гимназии в 1839—1845 годах (ныне гимназия им. Белы III), а затем некоторое время был послушником при бенедиктинском аббатстве в Паннонхальме. Проведя в Паннонхальме год, он был вынужден вернуться в родной город, так как сильно заболел. После выздоровления изучал право в Пече, однако не стал сдавать экзамен на право занятия адвокатской практикой. В юности увлекался античной литературой, в особенности поэзией Овидия, из современных ему венгерских писателей предпочитал творчество Михая Верёшмарти и Кароя Кишфалуди.
Творческий путь в литературе начал со стихотворений, которые были опубликованы под псевдонимом в издании Életképekbe. В 1848 году был призван в национальную гвардию Баи и принял участие в революционных событиях, оказавшись в столице, где стал курсантом «Людовики». Одним из его преподавателей в данный период времени был Паль Вашвари. После завершения обучения и в конце войны за независимость Венгрии он служил в войсках Перцеля Мора, выполняя в основном штабную работу. В конце 1849 года возвратился в Баю. Своё разочарование в произошедших событиях выразил в написанной осень 1849 года поэме «Кого было больше» («Ki volt nagyobb»).
В послевоенный период писал в основном любовную лирику, причём прошёл в этом направлении несколько «этапов», связанных с несколькими его возлюбленными в разные периоды жизни. Сначала его музой и любовью была несовершеннолетняя Нина, также уроженка Баи, которая, однако, вышла замуж за другого и вскоре после этого умерла. Впоследствии Тот пытался сойтись с другими женщинами: его второй любовью была Ирен, третьей — Эржебет, которую он любил особенно страстно, следующей — Матильда. Только первая из этих четырёх женщин фигурирует в его стихах под реальным именем, в то время как остальные — под псевдонимами.
С 1851 года он поселился в Будапеште, найдя работу у Игнаца Надя в его издании Hölgyfutár. Получив ежедневную колонку в нём, с 1853 года стал помощником редактора, а в 1856—1861 годах занимал должность редактора. Игнац Надь публиковал большое количество его стихов. Параллельно с этим его творчество стало получать признание — в частности, его высоко оценил Ференц Деак. Моральное и материальное благополучие укрепили творческий настрой Тота. В 1860 году он основал собственную политическую газету Bolond Miska, а в 1864 году стал главным редактором основанного им издания Fővárosi Lapok, занимая эту должность на протяжении трёх лет, а затем передал её Каролю Ваднаи, но до своей смерти оставался владельцем газеты.
Его пьеса «Королева» удостоилась награды от Академии и положительной оценки от Эде Сиглигети. Другие его пьесы ставились в Национальном театре. Двумя наиболее популярными и дольше всего продержавшимися на сцене были комедии «Женатый король» (1863) и «Женщины в Конституции» (1871). В 1861 году Академия наук и Общество Кишфалуди избрали его своим членом, однако в то время отбывал тюремное заключение по обвинению в клевете, поэтому стать членом обеих организаций смог только в 1863 году — после переизбрания.
В 1865 году он был избран депутатом парламента от Баи, сумев удержать за собой место в нём на протяжении четырёх сроков. К числу его наиболее крупных успехов относятся завоевание для Баи статуса города с муниципальными правами (1873) и основание в 1870 году педагогического училища, на базе которого впоследствии возник колледж Йоэефа Этвёша. Он также выступал с предложением подвести к Бае железнодорожную линию. Выборы 1878 года, однако, были им проиграны, и эта неудача сильно подорвала его психологическое здоровье. В парламенте он принадлежал сначала к левоцентристской партии Деака, затем поддерживал Либеральную партию. Получил известность как хороший оратор, а также как сторонник отмены газетных марок.
В 1856 году Тот женился на поэтессе Флоре Майтеньи, позднее (в 1868 году) развёлся с ней. Воспитанием их единственного сына — Белы Тота — занимался отец, который очень гордился им. 13 октября 1879 года Кальман Тот перенёс инсульт, в результате чего правая сторона его тела оказалась парализована. В последние годы жизни за ним ухаживала его бывшая супруга Флора Майтеньи.